# Perambalur (district)
Perambalur is een district van de Indiase staat Tamil Nadu. In 2001 telde het district 486.971 inwoners op een oppervlakte van 1752 km². Het oostelijke gedeelte splitste zich in 2007 echter af en vormt sindsdien het district Ariyalur.
Het district Perambalur ontstond in 1995, toen het zich afsplitste van het district Tiruchirappalli.
Hoofdstad: Chennai
Districten: Ariyalur · Chengalpattu · Chennai · Coimbatore · Cuddalore · Dharmapuri · Dindigul · Erode · Kallakurichi · Kanchipuram · Kanyakumari · Karur · Krishnagiri · Madurai · Mayiladuthurai · Nagapattinam · Namakkal · Nilgiris · Perambalur · Pudukkottai · Ramanathapuram · Ranipet · Salem · Sivaganga · Tenkasi · Thanjavur · Theni · Thoothukudi · Tiruchirappalli · Tirunelveli · Tirupattur · Tirupur · Tiruvallur · Tiruvannamalai · Tiruvarur · Vellore · Viluppuram · Virudhunagar